# Jean-Marie Tjibaou
Jean-Marie Tjibaou (* 30. Januar 1936 in Hienghène; † 4. Mai 1989 in Ouvéa) war ein Politiker und Anführer der kanakischen Unabhängigkeitsbewegung in Neukaledonien.

## Leben
Tjibaou wurde am 30. Januar 1936 als zweiter Sohn eines Stammeshäuptlings im Dorf Tiendanite (Gemeinde Hienghène) im Nordosten der Insel Grande Terre geboren. Nach dem frühen Tod seines älteren Bruders wurden ihm bereits als Kind hohe Erwartungen und Verpflichtungen als zukünftiger Häuptling auferlegt. Er verbrachte seine ersten acht Lebensjahre im Dorf Tiendanite, wo er von seinem Onkel in den traditionellen Gewohnheiten und Mythen unterrichtet wurde.
Im Alter von neun Jahren verließ er sein Heimatdorf und besuchte bis 1949 ein katholisches Priesterseminar in Canala. Anschließend setzte er seine Ausbildung auf der Île des Pins fort, wo er sein Noviziat begann. 1956 kehrte er zum ersten Mal nach über zehn Jahren in sein Heimatdorf zurück. In der Zwischenzeit hatte er sich durch seine Ausbildung in französischer Sprache so sehr von seiner Familie und Kultur entfremdet, dass er sich nicht mehr mit seinen Brüdern unterhalten konnte, da er seine Muttersprache verlernt hatte. Diese Erfahrung, der Verlust seiner Wurzeln, hatte einen prägenden Einfluss auf sein späteres politisches Programm. Sein Hauptanliegen war immer kulturell ausgerichtet, es ging ihm stets um die Förderung der kulturellen Identität.
Ab 1958 besuchte er das Priesterseminar in Païta, bis er 1965 in den Priesterstand erhoben wurde. Seine erste Messe hielt er in seinem Heimatdorf Tiendanite. Zwei Jahre später wurde er Kurat in der Kathedrale von Nouméa. 1968 begab er sich nach Frankreich, um an der Katholischen Universität  Lyon Soziologie zu studieren. 1970 wechselte er an die École pratique des hautes études in Paris und begann eine ethnologische Dissertation über die kulturelle Identität zu schreiben, die er jedoch nicht beendete. Nach seiner Rückkehr 1971 nach Neukaledonien gab er sein Priesteramt auf und ließ sich in den Laienstand versetzen, um zu heiraten. 1974–1975 war er Organisator des Kulturfestivals Mélanésia 2000 in Nouméa, wo die kanakische Kultur zum ersten Mal im großen Format ausgestellt wurde.

## Politische Karriere
1977 gewann er die Bürgermeisterwahl in Hienghène. Im gleichen Jahr wurde er Vize-Präsident der Union Calédonienne und begann, radikalere Positionen zur Unabhängigkeit Neukaledoniens zu vertreten. 1979 wurde er zum Territorialrat der Front indépendantiste gewählt. 1983 nahm er an den Rundtisch-Gesprächen in Nainville-les-Roches teil. Als 1984 die Kanakische und sozialistische Front der nationalen Befreiung (FLNKS) gegründet wurde, nahm er die Führungsrolle ein und wurde kurz darauf Präsident der „provisorischen Regierung von Kanaky“. Am 26. Juni 1988 nahm er in Paris an den Verhandlungen des Matignon-Abkommens mit Premierminister Michel Rocard und Jacques Lafleur teil.
Am 4. Mai 1989 wurde er von einem oppositionellen Unabhängigkeitskämpfer, der sich dem Matignon-Abkommen widersetzte, auf der Insel Ouvéa ermordet.

## Ehrungen
- Das 1998 eröffnete Tjibaou-Kulturzentrum in Nouméa wurde nach ihm benannt.
- Im Juni 2022 wurde auf dem Friedensplatz vor dem Rathaus in Nouméa eine zwei Meter hohe Bronzestatue von ihm und Jacques Lafleur aufgestellt, die den Händedruck zum Matignon-Friedensabkommens von 1988 darstellt.[1]
- In Avignon, Montpellier und Sainte-Suzanne (Réunion) tragen Straßen seinen Namen.